# Sergio Tavernari
Sergio Tavernari (Forlì, 4 maggio 1923 – Milano, 20 maggio 1944) è stato un partigiano italiano.
Studente universitario, morì a 21 anni, durante la Resistenza, il 20 maggio 1944 in via Pier Capponi 2 a Milano: lui e un altro partigiano, il capotelegrafista Gastone Piccinini, stavano trasmettendo agli Alleati dati sensibili da un appartamento, quando furono intercettati dai nazisti, avvertiti da un vicino di casa. Dopo aver ingaggiato battaglia, rimasti senza munizioni, piuttosto che farsi catturare vivi si gettarono dal tetto del palazzo gridando « Viva l'Italia! ».
Tavernari perse la vita. mentre Piccinini sopravvisse e fu catturato.
Una targa sul palazzo ricordo l'eroico gesto, mentre a Bologna, città dove Tavernari era iscritto all'università, gli è stata intitolata una via.
Alla memoria, Sergio Tavernari è stato decorato con la Medaglia d'oro al valor militare.